# Distretto di Santa Fé
Il distretto di Santa Fé è un distretto di Panama nella provincia di Veraguas con 15.585 abitanti al censimento 2010

## Geografia antropica

### Suddivisioni amministrative
Il distretto è suddiviso in otto comuni (corregimientos):
- Santa Fé
- Calovébora
- El Alto
- El Cuay
- El Pantano
- Gatucito
- Río Luis
- Rubén Cantú